# Sayed Ziaoddin Nabavi
Sayed Ziaoddin Nabavi (21 dicembre 1983) è un attivista iraniano, imprigionato dalle autorità iraniane nel 2009.

## Biografia
Studente di ingegneria chimica presso l'Università di Nowshirvan a Babol, nel 2007 viene cacciato a causa delle sue idee politiche. Membro del Consiglio per la difesa del diritto all'istruzione, un organismo istituito nel 2009 dagli studenti esclusi dagli studi universitari a causa della loro attività politica.
Arrestato la notte del 14 giugno 2009 insieme al cugino Atefeh Nabavi, durante le proteste post-elettorali, subisce diverse violenze in carcere.
Giudicato colpevole nel gennaio 2010 di "moharebeh" (inimicizia verso Dio, 10 anni), "propaganda contro il sistema" (1 anno), "collusione contro la sicurezza nazionale" (3 anni), "disturbo all'ordine pubblico", per un totale di 15 anni di carcere. È stato inoltre condannato a 74 frustate per "creare disagio nell'opinione pubblica". Nel maggio successivo il 54° ramo della Corte d'Appello ha ridotto la condanna contro Nabavi a 10 anni di reclusione, assolvendolo dai reati di "raccolta e collusione contro la sicurezza nazionale" e "propaganda contro il sistema".